# Tjapajev, Kazakstan
Tjapajev (kazakiska: Чапаев) är en ort i Kazakstan. Den ligger i oblystet Västkazakstan, i den västra delen av landet, 1 400 km väster om huvudstaden Astana. Tjapajev ligger 7 meter över havet och antalet invånare är 6 000.
Orten grundades i början av 1800-talet. Den hette Ilbisjin (Ілбішін) till 1938. Sedan 1939 är den uppkallad efter är döpt efter den bolsjevikiske rödarmébefälhavaren Vasilij Tjapajev (1887–1919) som anses ha dött där. Ett museum har funnits på platsen sedan 1927. Tjapajev fick status som en stad 1971 och blev återigen en ort 1996. Motorvägen Ural-Atyrau och vattenvägen längs Uralfloden passerar genom Tjapajev.
Terrängen runt Tjapajev är mycket platt. Runt Tjapajev är det mycket glesbefolkat, med 3 invånare per kvadratkilometer. Det finns inga andra samhällen i närheten. Trakten runt Tjapajev består i huvudsak av gräsmarker.